# Höljes kraftverk
Höljes kraftverk är ett vattenkraftverk i norra Värmland, i Klarälven. Det ligger i norra Klarälvdalen, i Höljes i Torsby kommun.
Tappningen från kraftverket styr produktionen i strömkraftverken i nedre Klarälven. Tappningen delas enligt vattendomen in i två perioder: högtappningsperiod vardagar 07-21, lågtappningsperiod övrig tid. Tappningen är jämn under perioderna.